# Jesús María Tarriba
Jesús María Tarriba Unger (Mazatlán, 1 de septiembre de 1962) es un físico mexicano, experto en gestión de riesgos financieros y esposo de la Presidenta de México, Claudia Sheinbaum. Como esposo de la primera presidenta, Tarriba sería considerado el primer «Primer Caballero» en la historia mexicana; no obstante el trato protocolario para quien sea cónyuge del mandatario está en desuso desde 2018.

## Biografía
Nació el 1 de septiembre de 1962, en la ciudad mexicana de Mazatlán, Sinaloa. Hijo del culiacano, Jaime Tarriba Rodil, y de la mazatleca Beatriz Unger Ferreia.
Estudió en la Instituto Cultural de Occidente de su ciudad natal. En 1977, a los 15 años, se trasladó a Ciudad de México para estudiar la preparatoria en un colegio privado.
Realizó sus estudios en la Facultad de Ciencias de la Universidad Nacional Autónoma de México (UNAM), donde obtuvo la licenciatura en Física en 1988, la maestría en 1989 y el doctorado en Ciencias Físicas en 1994, con la tesis: «Respuesta óptica y magnética de sistemas con interfaces». Durante su formación, también realizó una estancia doctoral en la Universidad de California en Irvine, lo que le valió el premio Weizmann de Ciencias Exactas, otorgado por la Academia Mexicana de Ciencias, por la mejor tesis doctoral.

### Trayectoria
En 1993 fue director técnico en el Grupo de Asesores Unidos (GAUSSC). Trabajó como analista cuantitativo para Banamex de 1994 a 1997. Posteriormente se trasladó a España para trabajar en el Banco Santander donde ocupó diferentes puestos, siendo el más relevante el de director de Gestión de riesgos, cargo que ocupó desde 2008 hasta 2016.
Desde 2017, es especialista en riesgos financieros del Banco de México.

## Vida personal
Se casó con antropóloga Martha Tello Díaz, con quien tuvo una hija. Posteriormente, la pareja se separó.
Durante su época universitaria, conoció a Claudia Sheinbaum, con quien tuvo un noviazgo durante un año. En diciembre de 2016, tras regresar de España, se reencontró con Sheinbaum y empezaron una relación. El 17 de noviembre de 2023, tras una relación de siete años, se casaron en una ceremonia privada.